# Gian Giacomo Bonzagna
Gian Giacomo Bonzagna, o Giovan Giacomo Bonzagni (Parma, 1507 – Roma, 10 gennaio 1565), è stato un medaglista, incisore e orafo italiano.

## Biografia
Gian Giacomo Bonzagna nacque a Parma nel 1507.
Figlio d'arte, Gian Giacomo proseguì l'attività paterna di medaglista, orafo e incisore del padre Gianfrancesco Bonzagna.
Le notizie che si posseggono su Gian Giacomo Bonzagna ci informano che si trasferì a Roma e lavorò intorno al 1537 per Paolo III, dal quale nel 1546 venne nominato maestro di zecca a vita.
In seguito Alessandro Farnese gli commissionò numerose oreficerie e lo presentò a Giulio III, per il quale realizzò alcune monete celebranti l'apertura della Porta santa del Giubileo universale della Chiesa cattolica del 1550.  Per Giulio III realizzò molte altre opere come lavorazioni in oro e argenterie da tavola, medaglie, sigilli.
Nel 1554 fu raggiunto a Roma dal fratello Gian Federico, noto anche con il soprannome di Federico Parmense, per ricevere un importante aiuto.
Gian Giacomo Bonzagna morì a Roma il 10 gennaio 1565.

## Opere principali
- Monete celebranti l'apertura della Porta Santa del Giubileo universale della Chiesa cattolica del 1550;
- Lavorazioni in oro e argenterie da tavola, medaglie, sigilli per Giulio III.